# Depot von Hoym

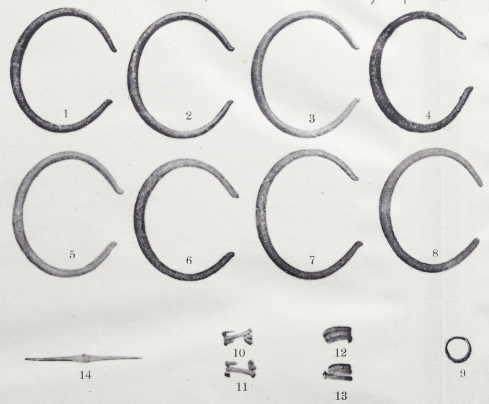
Die Bronzegegenstände aus dem Depot von Hoym

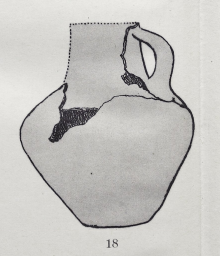
Die Kanne aus dem Depot von Hoym

Das Depot von Hoym (auch Hortfund von Hoym) ist ein Depotfund der frühbronzezeitlichen Aunjetitzer Kultur aus Hoym, einem Ortsteil der Gemeinde Seeland im Salzlandkreis (Sachsen-Anhalt). Das Depot gelangte nach seiner Auffindung ins Stadtmuseum von Zerbst/Anhalt, ist aber heute verschollen.

## Fundgeschichte
Das Depot wurde im Juni 1910 bei Erdarbeiten im Vorfeld eines Neubaus entdeckt.

## Zusammensetzung
Das Depot wurde in einer Keramikkanne aufgefunden, die einen unvollständigen Gefäßboden als Deckel aufwies. Die Kanne enthielt 15 Gegenstände aus Bronze: Acht massive Armringe, sechs Noppenringe und eine Tätowiernadel. Die Armringe hatten einen Längsdurchmesser zwischen 6,25 cm und 6,7 cm, einen Querdurchmesser zwischen 5,2 cm und 5,4 cm und ein Gewicht zwischen 21 g und 22 g. Sie waren gegossen, gehämmert und poliert. Durch das Hämmern zeigten sich bei einigen Exemplaren facettenartige schmale Flächen. Die Noppenringe bestanden aus flachem Draht. Ihr Durchmesser betrug innen 1,1 cm und außen 1,5 cm, ihr Gewicht 2,5 g. Da sie als Fingerringe zu klein sind, nahm Paul Höfer an, dass sie als Halsschmuck gedient hatten. Die Nadel hatte eine Länge von 6 cm und in der Mitte eine Breite von 0,5 cm. Ihr Gewicht betrug 2 g. Von allen Stücken des Depots wies sie die feinste Bearbeitung auf.